# 西田和昭
西田 和昭（にしだ かずあき、1958年7月16日 - ）は、大分県佐伯市出身の俳優、映画評論家、ゆーとぴあ・ホープ門下のお笑い芸人。本名並びに旧芸名は西田 和晃、ぼん西田。愛称は永らく「ぼんちゃん」。2010年7月以降『異母栗 ぼん』（いぼぐり ぼん）の異名も持つ。

## 人物と芸風
中学時代に見た、ジャン＝ルイ・バローの「天井桟敷の人々」を見てパントマイムにあこがれ、学園祭などで披露していた。第一経済大学在学中は、宮﨑重明（飛鳥涼）、柴田秀之（Chage）らと同窓。チャゲ＆飛鳥は7名を加えたバンドで、そのメンバーらと共に活動していた。メジャーデビューにあたり2人だけが売り出される事になり、他の創立メンバーはチャゲ&飛鳥から放逐された（西田はバンドメンバーではないので直接の関係はない）。
その後、欧州放浪の旅へ。ドイツのケルンで発話障がいの人が演じるパントマイムを見て衝撃を受ける。
帰国後、お笑いに目覚め、コメディアンを志して上京、ポール牧主宰の『田端グループ』入り。ゆーとぴあ・ホープの一番弟子。『ホープ軍団』（チャンプ企画）に籍を置く。ポール牧の孫弟子にあたる。
『コント・ぼん&正月』（愛称「ぼんちゃん」の由来)を結成、坊主コントを売りにした。初代正月は美和けんじ、二代目正月はレオナルド熊門下で、コント山口君と竹田君の山口君の元相方田口（元チャゲ＆飛鳥バンドのベース担当）、三代目正月は、元ミスターポテトの伊藤忠。
『お笑いスター誕生』（日本テレビ）のオープントーナメント・サバイバルシリーズ出場時、審査員に水野晴郎がいた。映画が好きなことを水野が知り、アルバイトで事務所に誘われる。西田曰く「これが愛の始まり」。
以降、水野の片腕として重用され、映画情報番組『映画百科』などに出演。水野が行くことができなかった、ハリウッド、メキシコ、香港九龍などのロケ地を精力的に訪問、映画の知識を深める。並行してタレント活動も継続。
その後、水野が『金曜ロードショー』の解説を降板。『シベリア超特急』を監督するにあたり、サポートとして参加。『シベリア超特急シリーズ』では準主役級の扱いでレギュラー出演した（役名は出身地の佐伯に因み「佐伯大尉」、読みは「さえき」）。
また水野が助教授を務めていた倉敷芸術科学大学に招聘され、同学の臨時講師にもなった。この当時テレビなどでも水野との共演が多かったことから、水野とのホモセクシャル疑惑を持たれ、ビートたけしや爆笑問題などにお笑いのネタにされた（先述のように、自身もおもしろおかしく話している）。
2005年2月『シベリア超特急5』封切りイベントにて『コント・ぼん&正月』を一夜限りで復活させた。水野の没後も、著述業の他、タレントや喜劇役者としても活動。
2010年7月18日阿佐谷ロフトAにて、フォークシンガーなぎら健壱が扮するイタコによって口寄せされた水野の霊により『異母栗ぼん』と命名され、即時に襲名披露（トークイベントなどでは異母栗名を使っている）。
2013年、芸能養成所「アクターズステーション」を開設。代表に就任。2014年、水野が立ち上げた日本映画批評家大賞を運営する新組織「日本映画批評家大賞機構」を設立、代表理事に就任。2015年には『シベリア超特急 EPISODE1』に製作着手する。
2018年に詐欺疑惑を報じられ、2017年をもって日本映画批評家大賞機構から退いていたことも明らかになるが、記者の直撃取材に対し疑惑を否定している。これ以降、公の場に姿を見せなくなり、『シベ超』など、予定していた映画制作は事実上頓挫。
2020年に復帰。「ぼんちゃんの映画百科」を立ち上げYouTuber活動を始めたり、ゆーとぴあ・ホープや中村有志といったかつての芸人仲間とオンライントークショーに出演。
2023年現在、芸能活動は休止中。日本映画批評家大賞機構に復帰し、運営に専念している。
女性との婚姻歴があり、元妻は元宝塚歌劇団星組の匠鴻（たくみ こう）で、間に2子、他に1子がある。

## 主な出演

### バラエティ番組
- お笑いスター誕生（日本テレビ）
- 映画百科
- 水野晴郎の映画情報（日本テレビ他） - 司会

### テレビドラマ
- 六月の花嫁4 結婚適齢期（1991年6月25日、日本テレビ・火曜サスペンス劇場）
- 八代将軍吉宗（1995年、NHK・大河ドラマ）

### 映画
- 落陽
- シベリア超特急
- ママは日本へ嫁に行っちゃダメと言うけれど。（カメオ出演）

など

### ラジオ
- 土曜サロン（レギュラー出演・1994年度）
- 誠のサイキック青年団（ゲスト出演）

### ライブ
- 西田和昭・中野ダンキチのまだまだ話すぞシベ超＆マイク（2008年9月28日）ゲスト：林家ペー ※水野晴郎追悼企画
- ぼんちゃん大いに語る! 〜EPISODE1〜（2013年4月14日、阿佐ヶ谷ロフトA）ゲスト：千葉真一、青筋辰蔵、なぎら健壱
- ぼんちゃん大いに語る! 〜EPISODE2〜（2014年5月24日、阿佐ヶ谷ロフトA）
- ゆーとぴあホープ　奇跡の生還LIVE（2014年6月27日、新宿ゴールデン街劇場）
- ぼんちゃん大いに語る! 〜EPISODE3〜（2014年7月26日、阿佐ヶ谷ロフトA）